# Championnat d'Aruba de football 2008-2009
Navigation
Saison précédente Saison suivante
La saison 2008-2009 du Championnat d'Aruba de football est la vingt-troisième édition de la Division di Honor, le championnat de première division à Aruba. Les dix meilleures équipes de l'île sont regroupées au sein d’une poule unique où elles s’affrontent au cours de plusieurs phases, avec des qualifications successives, jusqu'à la finale nationale. En fin de saison, le dernier du classement est relégué tandis que les 8e et 9e doivent prendre part à une poule de promotion-relégation.
C'est le SV Britannia qui est sacré cette saison après avoir battu le SV La Fama en finale. Il s’agit du second titre de champion d'Aruba de l’histoire du club, qui réalise même le doublé en s'imposant en finale de la Coupe d'Aruba face au SV Estrella.

## Les clubs participants
- SV Racing Club Aruba
- SV Britannia
- SV Dakota
- SV Deportivo Nacional
- SV Trupial - Promu de Division Uno
- SV Sportboys - Promu de Division Uno
- River Plate Aruba
- SV Estrella
- SV La Fama
- SV Jong Aruba

## Compétition
Le barème utilisé pour établir le classement est le suivant :
- Victoire : 3 points
- Match nul : 1 point
- Défaite : 0 point

### Saison régulière
| Rang | Équipe                | Pts | J  | G  | N | P  | Bp | Bc | Diff |
| ---- | --------------------- | --- | -- | -- | - | -- | -- | -- | ---- |
| 1    | SV BritanniaC         | 40  | 18 | 13 | 1 | 4  | 59 | 16 | +43  |
| 2    | SV Estrella           | 37  | 18 | 11 | 4 | 3  | 46 | 20 | +26  |
| 3    | SV Racing Club ArubaT | 34  | 18 | 11 | 1 | 6  | 42 | 20 | +22  |
| 4    | SV La Fama            | 32  | 18 | 9  | 5 | 4  | 36 | 18 | +18  |
| 5    | River Plate Aruba     | 32  | 18 | 9  | 5 | 4  | 36 | 21 | +15  |
| 6    | SV Deportivo Nacional | 25  | 18 | 6  | 7 | 5  | 27 | 25 | +2   |
| 7    | SV Dakota             | 21  | 18 | 5  | 6 | 7  | 26 | 33 | -7   |
| 8    | SV SportboysP         | 16  | 18 | 4  | 4 | 10 | 11 | 44 | -33  |
| 9    | SV TrupialP           | 9   | 18 | 2  | 3 | 13 | 13 | 51 | -38  |
| 10   | SV Jong Aruba         | 5   | 18 | 1  | 2 | 15 | 17 | 65 | -48  |

|  | Qualification pour le Calle 4                                                   |
|  | Participation à la poule de promotion-relégation                                |
|  | Relégation directe en Division Uno                                              |
|  | T : Tenant du titre C : Vainqueur de la Coupe d'Aruba P : Promu de Division Uno |

### Calle 4
| Rang | Équipe                | Pts | J | G | N | P | Bp | Bc | Diff |  | Résultats (▼ dom., ► ext.) | Bri | Est | Bub | LaF |
| ---- | --------------------- | --- | - | - | - | - | -- | -- | ---- |  | -------------------------- | --- | --- | --- | --- |
| 1    | SV La Fama            | 13  | 6 | 4 | 1 | 1 | 11 | 6  | +5   |  | SV La Fama                 |     | 0-1 | 1-0 | 4-3 |
| 2    | SV BritanniaC         | 10  | 6 | 2 | 4 | 0 | 8  | 6  | +2   |  | SV BritanniaC              | 2-2 |     | 0-0 | 1-1 |
| 3    | SV Estrella           | 8   | 6 | 2 | 2 | 2 | 9  | 8  | +1   |  | SV Estrella                | 0-3 | 3-3 |     | 3-0 |
| 4    | SV Racing Club ArubaT | 1   | 6 | 0 | 1 | 5 | 5  | 13 | -8   |  | SV Racing Club ArubaT      | 0-1 | 0-1 | 1-3 |     |

|  | Qualification pour la finale nationale                |
|  | T : Tenant du titre C : Vainqueur de la Coupe d'Aruba |

### Finale nationale
| Équipe 1     | Résultat | Équipe 2   | Aller | Retour | Appui |
| ------------ | -------- | ---------- | ----- | ------ | ----- |
| SV Britannia | 2 - 1    | SV La Fama | 1 - 0 | 0 - 1  | 1 - 0 |

### Poule de promotion-relégation
Les 8e et 9e de Division di Honor affrontent les 2e et 3e de Division Uno en barrage pour attribuer les deux dernières places en première division la saison prochaine. Chaque club rencontre deux fois tous ses adversaires. 
| Rang | Équipe                          | Pts | J | G | N | P | Bp | Bc | Diff |  | Résultats (▼ dom., ► ext.)      | Bri | Est | Bub | LaF |
| ---- | ------------------------------- | --- | - | - | - | - | -- | -- | ---- |  | ------------------------------- | --- | --- | --- | --- |
| 1    | SV Bubali (D2)                  | 13  | 6 | 4 | 1 | 1 | 12 | 9  | +3   |  | SV Bubali (D2)                  |     | 3-2 | 4-3 | 2-1 |
| 2    | SV Sportboys                    | 7   | 6 | 2 | 1 | 3 | 7  | 7  | 0    |  | SV Sportboys                    | 2-1 |     | 0-1 | 0-0 |
| 3    | SV Juventud Tanki Leendert (D2) | 7   | 6 | 2 | 1 | 3 | 7  | 9  | -2   |  | SV Juventud Tanki Leendert (D2) | 0-1 | 1-2 |     | 2-0 |
| 4    | SV Trupial                      | 6   | 6 | 1 | 3 | 2 | 5  | 6  | -1   |  | SV Trupial                      | 1-1 | 3-1 | 0-0 |     |

- Le SV Sportboys et le SV Juventud Tanki Leendert, à égalité de points, sont départagés lors d'un match d'appui, remporté par le SV Sportboys (2-1), ce qui lui permet de se maintenir en première division.

## Bilan de la saison
| Championnat d'Aruba de football 2008-2009 |                         |
| Champion                                  | SV Britannia (3e titre) |
| Coupes et trophées                        |                         |
| Vainqueur de la Coupe d'Aruba 2008-2009   | SV Britannia            |
| Qualifications continentales              |                         |
| CFU Club Championship 2010                | Aucun                   |
| Promotions et relégations                 |                         |
| Promus en Division di Honor               | SV Bubali               |
| Promus en Division di Honor               | SV Brazil Juniors       |
| Relégués en Division Uno                  | SV Jong Aruba           |
| Relégués en Division Uno                  | SV Trupial              |